# Асавка
Асавка (баш. Аҫау) — деревня в Балтачевском районе Башкортостана, относится к Тошкуровскому сельсовету.

## Население
| 2002 | 2009 | 2010 |
| ---- | ---- | ---- |
| 466  | ↗470 | ↘416 |

Согласно переписи 2002 года, преобладающие национальности — удмурты (51 %), башкиры (31 %).

## Географическое положение
Расстояние до:
- районного центра (Старобалтачево): 23 км,
- центра сельсовета (Тошкурово): 5 км,
- ближайшей ж/д. станции (Куеда): 84 км.

## Известные жители
- Гарифуллин, Рустам Рафисович (1978—2015) — российский лыжник-паралимпиец, двукратный чемпион Паралимпийских игр в Турине (2006).
- Шакиров, Ульмас Шакирович (10 декабря 1922 года — 20 августа 1998 года) — помощник командира взвода 259-го стрелкового полка (179-я стрелковая дивизия, 43-я армия, 1-й Прибалтийский фронт), Герой Советского Союза.